# المسيحية في الشرق الأوسط
المسيحية في الشرق الأوسط تواجدت منذ نشأتها بسبب كون الشرق الأوسط مهد المسيحية، وكانت هي الديانة الرئيسية في المنطقة منذ القرن الرابع وحتى الفتوحات الإسلامية. اليوم المسيحيين تصل نسبتهم إلى 5% مقارنة ب20% في أوائل القرن العشرين.
يشكل لبنان التجمع المسيحي الأعلى من حيث نسبة المسيحيين في الشرق الأوسط بينما تشكل مصر أكبر تجمّع من حيث العدد. وهناك تواجد ملحوظ للمسيحيين في سوريا والأردن وفلسطين والعراق كما تضم بعض البلدان المجاورة مثل إسرائيل وتركيا وإيران تجمعات من المسيحيين، كما ويوجد أكثر من مليوني مسيحي في جنوب السودان، لكن لا يحسب هؤلاء ضمن سكان الشرق الأوسط.
عدد المسيحيين في الشرق الأوسط آخذ في الانخفاض بسبب عوامل منها انخفاض معدلات المواليد مقارنة مع المسلمين والهجرة واسعة النطاق بسبب الاضطهادات ومعاداة المسيحية، قابله ازدياد عدد المسيحيين في مجلس تعاون الخليج العربي مع توافد إلى هذه الدول أعداد كبيرة من المغتربين المسيحيين حول العالم، أما المغترب المسيحي الشرق أوسطي الذي نشط في القرنين الثامن عشر والتاسع عشر وتسارع مع نوائب القرنين العشرين والحادي والعشرين أبرزها غزو العراق، فهو ممتد من أستراليا إلى أوروبا وأمريكا الشمالية ونظيرتها الجنوبية.
وقد سطع أيضًا نجم عدد وافر من الشخصيات المسيحية المشرقية في الشرق الأوسط والمهجر في مناصب سياسية واقتصادية بارزة، كما ولا يزال للطوائف المسيحية، دور بارز في المجتمع العربي، لم ينقطع، لعلّ أبرز مراحله النهضة العربية في القرن التاسع عشر، ومسيحي الشرق الأوسط هم أغنياء نسبيًا، ومتعلمين، ومعتدلين سياسيًا، كما لهم اليوم دور فاعل في مختلف النواحي الاجتماعية والاقتصادية والسياسية.

## الديموغرافيا والطوائف
من حيث النسبة، يشكل لبنان التجمع المسيحي الأعلى في الشرق الأوسط. أما من حيث العدد، فإن أكبر مجموعة مسيحية في الشرق الأوسط الناطقة بالعربية تتواجد في مصر ويسمى مسيحييها الأقباط، وتتراوح أعدداهم بين ستة إلى عشرة ملايين. على الرغم من أن المصادر القبطية ترى أن الرقم أقرب إلى 12-16 مليون. يقيم الأقباط في مصر بشكل رئيسي، مع تواجد مجتمعات محلية صغيرة في إسرائيل وقبرص والأردن.
وتأتي عدديا الكنيسة المارونية في لبنان مباشرة حيث تتتراوح أعداد الموارنة في الشرق الأوسط بين مليون ومليون ونصف. أما الآشوريون/سريان/كلدان فتصل أعدادهم قريب 2 مليون. وقد عانى أبناء هذه المجموعة من تناقص أعدادهم إذ تقلص عددهم بأكثر من النصف بسبب المذابح الآشورية عشية الحرب العالمية الأولى، في السنوات الأخيرة هاجر عدد كبير منهم من العراق. أكبر جالية مسيحية سريانية في الشرق الأوسط تتواجد في سوريا إذ تتراوح أعدادهم بين 877,000–1,139,000 بينما انخفضت في العراق إلى 400 ألف مقارنة بين 0.8 إلى 1.2 مليون عشية الغزو الأمريكي للعراق.
المسيحيين العرب وهم غالبًا أبناء الكنائس الملكانية. تصل أعداد الروم الأرثوذكس إلى 400,000 إلى جانب مليون من أتباع كنيسة الروم الملكيين الكاثوليك والذين يتم تصنيفهم كمسيحيين عرب.
عدد المسيحيين الأرمن يبلغ نحو نصف مليون نسمة، مع أكبر تواجد في لبنان بحوالي 254,000. كنيسة الأرمن الأرثوذكس وهي ضمن عائلة الكنائس الأرثوذكسية المشرقية هي أكبر تجمع مسيحي في إيران وتركيا. تقيم المجتمعات الأرمنية أيضًا في كل من سوريا وفلسطين خاصًة في القدس وإلى درجة أقل في دول الشرق الأوسط الأخرى.
اليونانيين الذين كانوا مرة واحد من أكبر التجمعات المسيحية في الشرق الأوسط، انخفضت أعدادهم منذ الفتوحات الإسلامية، ومؤخرًا انخفضت بشدة في تركيا حيث يتمركز غالبية اليونانيين الأتراك في مدينة إسطنبول، وذلك نتيجة مجازر اليونان البنطيين والتي أعقبت الحرب العالمية الأولى وبوغروم إسطنبول سنة 1955. اليوم أكبر مجتمع يوناني في منطقة الشرق الأوسط يتواجد في قبرص حيث يبلغ عددهم حوالي 793,000 وذلك في عام 2008. قبرص هي الدولة الوحيدة ذات الغالبية المسيحية في الشرق الأوسط. حيث يُشّكل المسيحيين 78% من مجمل سكان جزيرة قبرص. غالبيّة اليونانيين في قبرص يتبعون الكنيسة القبرصية الأرثوذكسية، واستنادًا إلى تقرير حكومي لتعداد عام 2001 نُفذ في المنطقة اليونانية لجزيرة قبرص تبيّن أن 94.8% من السكان هم مسيحيين أرثوذكس.
ويتواجد أيضًا في بعض دول الخليج العربي مثل الكويت والبحرين أقليات مسيحية من السكان المحليين كما ويتواجد في كافة دول الخليج العربي جاليات مسيحية كبيرة وفدت للعمل، بالإضافة إلى المسيحيون اليهود الذين جاءوا إلى إسرائيل من الدول الأوروبية، خاصًة دول الاتحاد السوفياتي السابق، أو من معتنقو المسيحية.

## الوضع الراهن

### لبنان

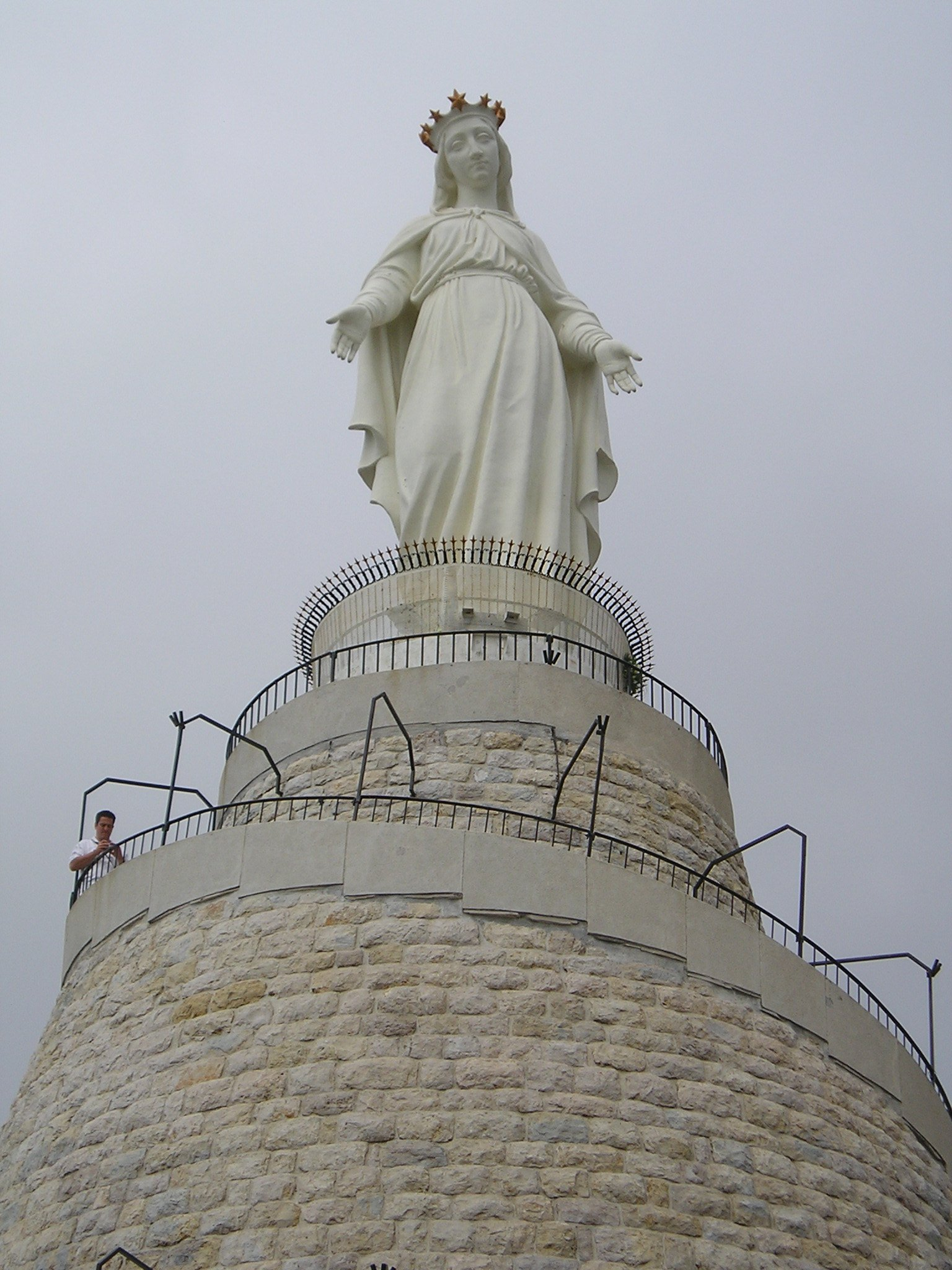
نصب "سيدة لبنان" في حريصا المشيّد بجهود البطريرك الحويك عام 1904، مشرفًا على بيروت.

الوثائق الرسمية تؤكد أن في عام 1926 شكل المسيحيين 84% من السكان بينما في يومنا هذا يتواجد حوالي 6 ملايين لبناني حول العالم وهو ما يعادل ضعفي عدد المسلمين اللبنانيين. وفي لبنان يشكل المسيحيون ما يفوق الـ 40% من السكان البالغين 22 سنة في لبنان ينتمون إلى الديانة المسيحية، وهو البلد الوحيد في الوطن العربي الذي يتولى رئاسته مسيحيون بحكم عرف دستوري. ويتوزع الشعب اللبناني على 18 طائفة معترف بها، كما أن اللبنانيين منتشرون حول العالم كمهاجرين ومغتربين أو منحدرين من أصول لبنانية. ويبلغ عدد سكان لبنان بحسب تقدير الأمم المتحدة لعام 2008 حوالي 4,099,000 نسمة. ويُقدر عدد اللبنانيين المغتربين والمتحدرين من أصل لبناني في العالم بحوالي 8,624,000 نسمة، وفقا لإحصائية من سنة 2001، ينتمي أكثرهم إلى الديانة المسيحية، وذلك لأن الهجرة اللبنانية أول ما بدأت من متصرفية جبل لبنان ذات الأغلبية المسيحية.
شكل المسيحيون قبل الحرب الأهلية اللبنانية نسبة 65% من السكان وبسبب الهجرة والتهجير وصلت نسبة المسيحيون في لبنان إلى 40 % وهي أعلى نسبة للمسيحيون في دول الوطن العربي.
ساهم المسيحيون في لبنان خلال القرنين التاسع عشر والعشرين في حركة النهضة العربية، فلعبوا دوراً هاماً في النهضة الثقافية والسياسية العربية كفتح المدارس، إحياء اللغة العربية، إصدار الصحف، تأسيس الجمعيات، والأهم المساهمة في تأسيس الجمعيات السياسية العربية مع المسلمين والمطالبة باللامركزية وبجعل اللغة العربية رسمية في إدارة الدولة والمحاكم وغيرها.

### مصر

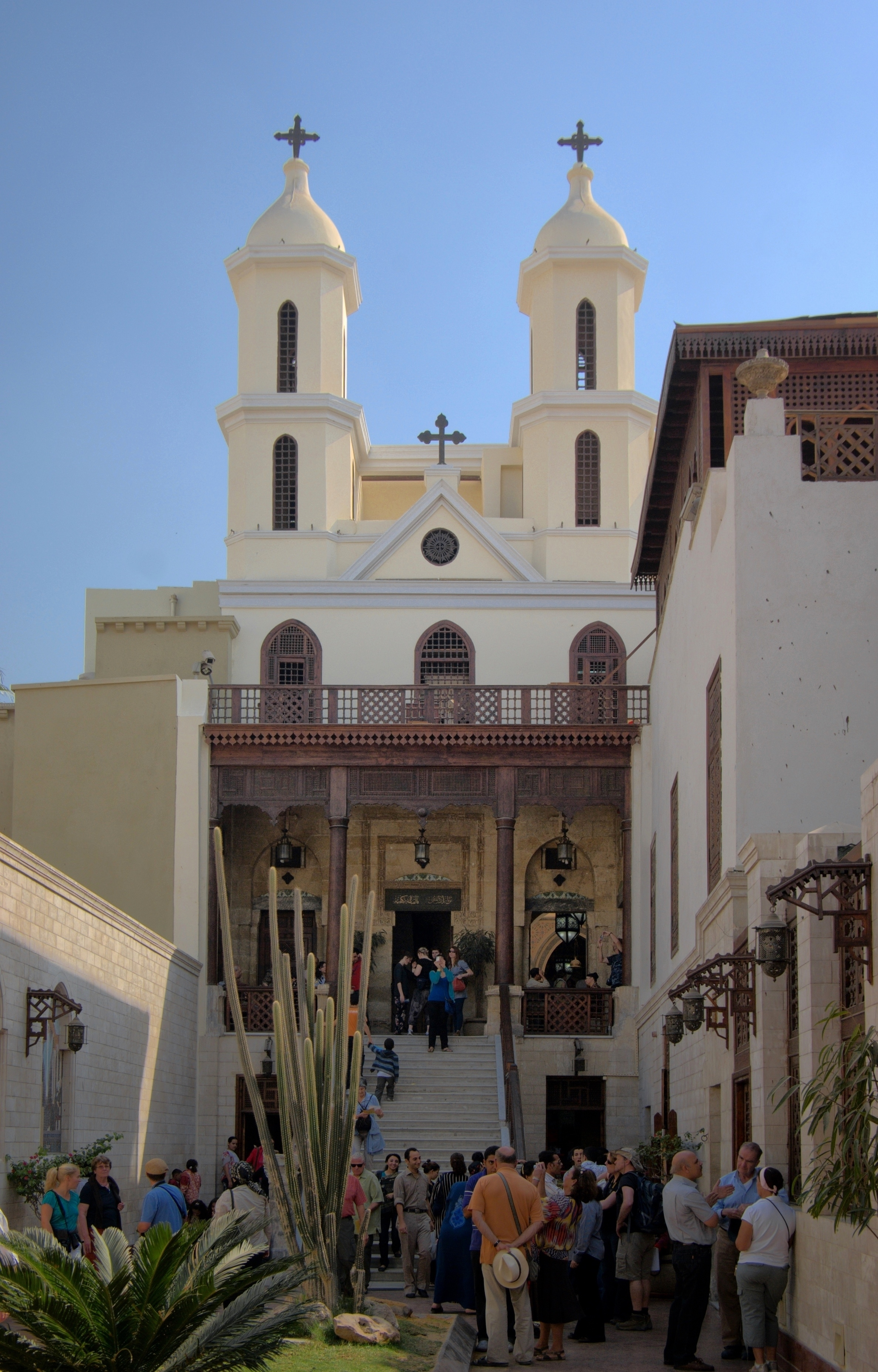
الكنيسة المعلقة أحد المقرّات البابوية في القاهرة ويعود زمن بنائها للقرن الحادي عشر.

تجمع معظم الإحصاءات على أن نسبة المسيحيين بمصر تتجاوز نسبة الـ 10% من إجمالى عدد سكان مصر، أي حوالى 8 ملايين نسمة على أقصى تقدير وبذلك مصر تحوي أكبر تجمع مسيحي في العالم العربي. في حين أنه حسب إحصاء ذاتي أعلن عنه البابا شنودة الثالث طبقا لسجلات الافتقادات الكنسية يقدر عدد المسيحيين بأكثر من 12.7 مليون داخل مصر؛ هذا بالإضافة الي مليوني خارج مصر ويتركز معظمهم في الولايات المتحدة فيقدر تعدادهم 900 الف نسمة بكل الولايات، هذا بجانب كندا وأستراليا وسويسرا وبريطانيا وفرنسا وألمانيا والنمسا ونيوزيلاندا وإيطاليا واليونان. فضلا عن أقباط النوبة والسودان وليبيا وإثيوبيا.
يعاني المسيحيون في مصر من التمييز  في عدة مجالات مثل بقضية بناء الكنائس في مصر؛ أو وجود نسبة قليلة جدًا في المسيحيين يشغلون مناصب هامة، كضباط في الجيش؛ ومن العلاقة المتوترة والاقتتالات طائفية مع المسلمين، ومع ذلك فقد برز عدد من الأقباط في المجالات الاقتصادية والثقافية؛ فهناك تقارير تقول ان الأقباط يسيطرون على 30%-40% من الاقتصاد المصري، كما ويحتل ثلاثة من الأقباط رأس قائمة أغنى أغنياء مصر، وذلك حسب التصنيف السنوى الذي تصدره مجلة فوربس.
ومع ان غالبية الأقباط يتحدثون اللغة العربية الا انهم يعرفون انفسهم جزء من القومية والشعب القبطي. وهنالك 810,000 مسيحي عربي غير قبطي يعيشون في مصر وهم اساسًا أبناء المهاجرين من الشام وينتمي غلبيتهم إلى الكنيسة الأرثوذكسية والكاثوليكية الشرقية وقد لعبوا دورًا طليعيًا في تحديث المجتمع وعصرنته والانفتاح على الغرب الأوروبي وإنشاء دور الصحف وتحديث الطباعة والنشر وكذلك العمل في المهن الحرة والمصارف وكانوا جزءًا من الطبقة الثرية والمتعلمة.

### سوريا

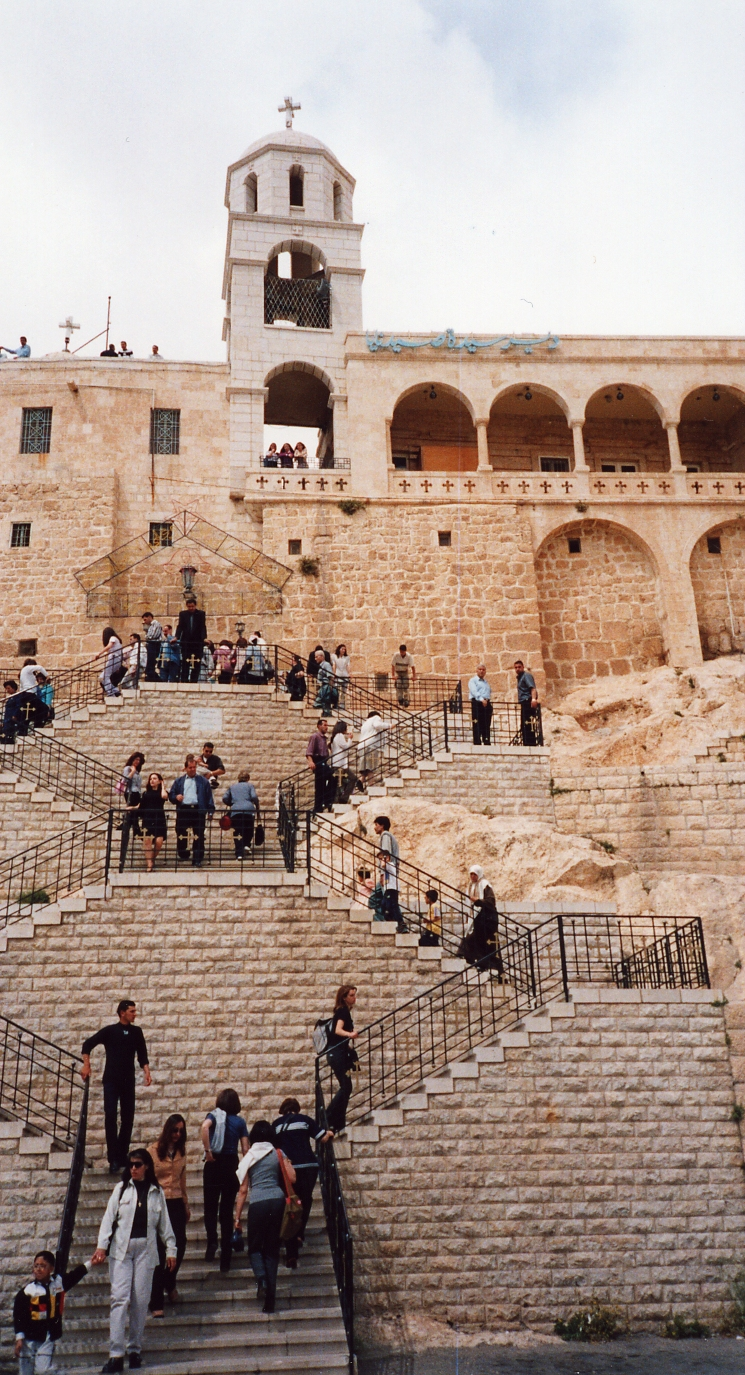
دير السيدة العذراء في صيدنايا.

يشكلون 10% من مجموع السكان حسب التقديرات الأميركية في حين تقول المصادر الرسمية ان نسبة المسيحيون في سوريا هي 8%. تختلف الكثافة المسيحيّة حسب المناطق السوريّة فبينما تصل إلى 20% في منطقة الجزيرة الفراتية و10% في حلب والمنطقة الساحليّة 15%، تنخفض إلى 5% في كل من دمشق ومنطقة سهل الغاب [بحاجة لمصدر].
ينتمي المسيحيون في سوريا إلى جميع الطوائف المسيحية، وأكثرهم من الطائفة الأرثوذكسية، ويقيم بطريرك أنطاكية وسائر المشرق للروم الأرثوذكس في دمشق، ويتحدث غالبيتهم العربية كلغة أم وتستخدمها العديد من الكنائس كلغة طقسية إضافة لللارامية السورية القديمة (السريانية).
أما بالنسبة للأرمن السوريون فهم يستخدمون اللغة الأرمنية كلغة طقسية كما لا زال معظم الأرمن يتحدثون الأرمنية كلغة أم.
و بالنسبة للسريان فما زالت أعداد منهم تتحدث اللغة السريانية الآرامية في بعض بلدات جبال القلمون ومنطقة الجزيرة السورية. في حين أن اللغة السريانية لا زالت مستخدمة كلغة طقسية لدى كافة الكنائس السريانية في سوريا والعالم.
ونظراً لكون النظام السياسي (رسمياً) هو نظام علماني فقد منح الدستور والقانون السوري للمسيحيين كامل حقوقهم منذ استقلال سورية، وقد كان منهم رئيس مجلس النواب فارس الخوري ووزراء وعدد من رؤساء أركان الجيش وفي مختلف المسؤوليات السياسية والإدارية، ولكن هجرتهم إلى خارج سورية ازدادت في العقود الثلاثة الأخيرة من القرن العشرين بشكل خاص بحثاً عن أوضاع أفضل في أوروبا وأمريكا، فضلاً عن تخوفهم من صعود التيار الإسلامي الأصولي.
والمسيحيون في سوريا كالمسلمين موزعين على مختلف الأحزاب والتيارات السياسية، كما لهم كل الحرية في بناء الكنائس والمعابد واستقلالية في إدارتها، ويقضي قانون الأحوال الشخصية في سوريا موافقة الكنيسة على الزواج والطلاق وما عدا ذلك تتعامل المسيحيات في القانون كالمسلمات.
بلغت الهجرة من سوريا أوجها عام 1980 وما بعد واستطاع قسم من الراغبين أن يهاجر عن طريق أقرباء لهم أو مقيمين في بلدان الهجرة، كندا، أمريكا، السويد، وبسبب نسبة المتعلون العالية لدى المسيحيون في سوريا وكون ومن بينهم من يشغل مسؤوليات إدارية عالية، وعدد من الكفاءات العلمية، مثل أطباء مهندسون ومحامون وبسبب قلة الفرص فقد هاجر عدد كبير منهم. وفاقمتها الأحداث التي اندلعت بين السلطة في سوريا والأخوان المسلمين منذ عام 1980 وبعدها، ثم تعاظمت الهجرة حتى بدت واضحة تماما بعد أن انحسرت نسبة المسيحيين لدرجة ملحوظة. ففي عام 1980 كانت نسبتهم في سوريا حوالي 9%، انخفضت خلال ربع قرن إلى 10%، ولم تكن النسبة هي التي انخفضت فقط بل العدد نفسه، إذ كان عدد المسيحيين في تلك الفترة 2.5 مليون، بينما الآن لا يصل هذا العدد إلى 2 مليون.
تتواجد فروق اجتماعية-اقتصادية بين المسيحيين والمسلمين في سوريا، تاريخيًا تواجد المسيحيين بالمدن بشكل أكثر من المسلمين [بحاجة لمصدر] مما أتاح لهم فرص اقتصادية أكثر، وتجلى ذلك في ارتفاع نسبة المتعلمين والأكاديميين لدى المسيحيين مقارنة مع المسلمين وتواجد المسيحيين الكثيف في النخبة المثقفة والسياسية، كذلك ارتفاع مستواهم المعيشي إذ انتمى أغلب المسيحيين إلى الطبقة الوسطى البرجوازية والعليا. يعمل أغلب المسيحيين في مهن ذوي الياقات البيضاء والمهنية والأكاديمية كذلك فقد نجح الكثير من المسيحيين في المهن والأعمال التجارية.

### العراق

صورة تعود لبدايات القرن العشرين تصور احتفالا في مدينة الموصل شمال العراق

المسيحية هي ثاني ديانة في العراق من حيث عدد الأتباع بعد الإسلام وهي ديانة معترف بها حسب الدستور العراقي حيث أنه يعترف بأربعة عشر طائفة مسيحية في العراق مسموح التعبد بها. يتوزع أبنائها على عدة طوائف ويتحدث غالبيتهم اللغة العربية كلغة أم في حين أن نسبة منهم تتحدث اللغة السريانية بلهجاتها العديدة واللغة الأرمنية.
كانت نسبة المسيحيين في العراق حسب إحصاء عام 1947م، 3.1% أي حوالي 149 ألف نسمة من أصل الأربعة ملايين ونصف سكان العراق الإجمالي. وقد قدر عددهم في الثمانينيات بين المليون والمليونا نسمة من مجموع سكان العراق. انخفضت هذه النسبة بسبب الهجرة خلال فترة التسعينيات وما أعقب حرب الخليج الثانية من أوضاع اقتصادية وسياسية متردية. كما أن هذه الهجرة تسارعت وتيرتها بعد احتلال العراق عام 2003 وأعمال العنف الطائفي التي عصفت بالعراق وأدت إلى تهجير عدد كبير من مسيحيي العاصمة بغداد وخصوصاً ضاحية الدورة إضافة إلى مسيحيي المدن الأخرى إلى خارج العراق أو إلى منطقة إقليم كردستان العراق الآمنة نسبياً.
يتواجد المسيحيون في العراق في كافة المحافظات تقريباً لكن وجودهم يتركز في العاصمة بغداد حيث يتواجد أكبر تجمع سكاني لهم وفي منطقة سهل نينوى قرب الموصل شمال العراق. في حين أنهم يتواجدون في دهوك وأربيل والموصل والبصرة والعمارة والحلة وبعقوبة والحبانية وكركوك وغيرها حيث تتواجد كنائس لهم فيها.
لعب المسيحيون في العراق دور مهم واشتركوا في بناء الحضارة الإسلامية ولقد بزر المسيحيون خاصة السريان والنساطرة في العلوم والفلك والطب وقد برزوا في النهضة العباسية حيث شاركوا بعلومهم في بناء هذه الحضارة فبرز افراد هذه الطائفة بالطب والعلوم والرياضيات والفيزياء فاعتمد عليهم الخلفاء.

### إسرائيل

مواطنيون مسيحيون في احتفال البابا بندكت السادس عشر في الناصرة.

يشكّل المسيحيون العرب من فلسطينيي 48 حوالي 9% من السكان العرب في إسرائيل. حوالي 70% منهم يقيمون في الشمال، في قرى ومدن مثل الجش، عيلبون، كفر ياسيف، كفر كنا، عبلين، شفاعمرو، حيفا، عكا ويافا. وبعض القرى التي يشكل غالبية سكانها دروز ويوجد بها أقلية مسيحية مثل حرفيش والمغار. اما مدينة الناصرة ففيها أكبر تجمع للسكان المسيحيين في إسرائيل. هنالك حوالي 122,000 أو أكثر من المسيحيين العرب في إسرائيل. يوجد دور بارز وريادي للمسيحيين من فلسطينيي ال 48 في الأحزاب السياسية العربية وفي إسرائيل وفي الحركات الوطنية القومية العربية، إذ كان المسيحيون وراء إنشاء حزب الجبهة الديموقراطية وحزب التجمع الوطني الديمقراطي، ومن أبرز الشخصيات التي لعبت دورًا سياسيًا المطران جورج حكيم مطران كنيسة الروم الكاثوليك، توفيق طوبي، اميل توما، إميل حبيبي، وعزمي بشارة وغيرهم. كما ان القاضي سليم جبران مسيحي القاضي العربي الأول في المحكمة العليا في إسرائيل.
وتنقسم الطوائف المسيحية في إسرائيل إلى أربع مجموعات أساسية: الكنائس الأرثوذكسية الخلقيدونية، الكنائس الأرثوذكسية غير الخلقيدونية، الكنائس الرومانية الكاثوليكية (اللاتينية والشرقية) والكنائس البروتستانتية. وتشكل الطوائف الكاثوليكية أكبر طوائف المسيحيين في إسرائيل: 64,000 من الروم الكاثوليك، 12,000 من اللاتين و9,000 من الموارنة. ويبلغ عدد الروم الأرثوذكس 32,000 والبروتستانت 3,000.
يعتبر المجتمع المسيحي في إسرائيل مجتمع حضري، إذ يعيش 98% من المسيحيون العرب في مجمعات حضرية. وينتمي غالبية المواطنين المسيحين إلى الطبقة الوسطى والطبقة الغنية أو الطبقة العليا، كما أنّ أكثر العائلات ثراء بين المواطنين العرب في إسرائيل، مثل عائلة طنوس وعائلة خياط، عائلات مسيحية.
يعتبر المستوى التعليمي لدى المواطنون المسيحيون العرب الأعلى في إسرائيل، فعند المسيحيون أعلى نسبة حاصلين على شهادة البجروت أو شهادة الثانوية العامة الإسرائيلية وبنسبة أعلى من التي في الوسط اليهودي والإسلامي. كما ولدى المسيحيون أعلى نسبة في إسرائيل لحملة الشهادات الجامعية بين المواطنين حيث أن 68% من المسيحيين العرب في إسرائيل هم من حملة الشهادات الجامعية. كما وتبلغ نسبة المسيحيون من الطلاب العرب المتعلمين في الجامعات الإسرائيلية 40% مع أنهم يشكلون 9% من المواطنين العرب في إسرائيل. ولدى المسيحيين العرب أعلى نسبة اطباء وأعلى نسبة نساء أكاديميات في إسرائيل مقارنة ببقية شرائح المجتمع الإسرائيلي، وهم الأقل إنجابًا للأولاد، كما أن وضعهم الاقتصادي-الاجتماعي الأفضل بين عرب 48،
يملك المسيحيون في إسرائيل عددًا كبيرًا من المؤسسات من مدراس ومستشفيات وغيرها، جزء من هذه المؤسسات خاصة المدراس هي الأفضل في الوسط العربي.

### فلسطين

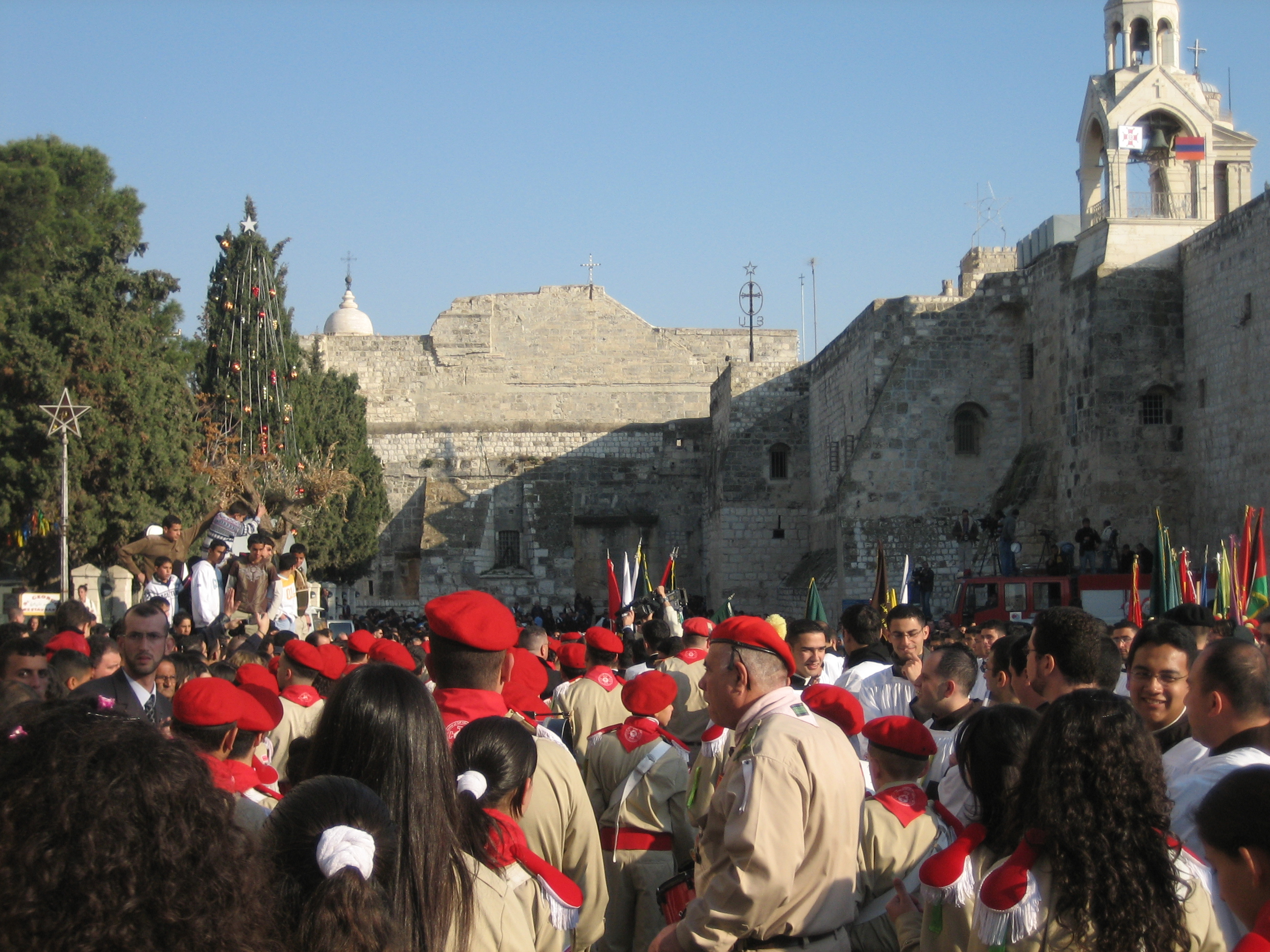
إحتفالات المسيحيين الفلسطينيين بساحة كنيسة المهد في يوم عيد الميلاد 2006.

الفلسطينيون المسيحيون يشكلون ما بين 2.1% - 3.4% فقط من تعداد سكان الأراضي الأراضي الفلسطينية في الضفة الغربية وقطاع غزة، بينما يشكلون بين 6%-30% من مجمل تعداد الفلسطينيين حول العالم، وذلك لأن معظم مسيحيي فلسطين قد تم تهجيرهم قسرياً وطردهم من بيوتهم ووطنهم من قبل القوات الإسرائيلية عالم 1948، بالإضافة إلى هجرة البعض بعد ذلك بسبب الاحتلال الاسلائيلي وجدار الفصل وأيضا لأسباب اقتصادية.
معظم مسيحيو الأراضي الفلسطينية متواجدون في الضفة الغربية حيث يصل عددهم إلى أكثر 51000 ألفا منهم 10 آلاف في القدس، في حين أن عددهم في قطاع غزة هو في حدود 5000 مسيحي فقط. يقدر عدد الفلسطينيون المسيحيين العرب الذين بعيشون في الشتات الفلسطيني بحوالي 400,000 نسمة.
من الناحية العرقية فإن المسيحيين الفلسطينيين بشكل عام ينحدرون في الأصل من خليط من العرب المسيحيين الذين سبقوا الإسلام (الغساسنة) والأراميين والكنعانيين والسريان والأرمن والبيزنطيين.
لعب المسيحيون دور في الحركات والأحزاب الوطنية، وبرز منهم عدد كبير من المثقفين وبرزوا في الحياة الاقتصادية والاجتماعية والثقافية، فالمسيحيين فهم لديهم 64 مدرسة، جامعتان ومعهدان، إضافة إلى كونهم يديرون ثلث الخدمات الطبية في الضفة الغربية. ويتعبر عدد منهم جزء من النخبة السياسية والثقافية والاقتصادية.

### الأردن

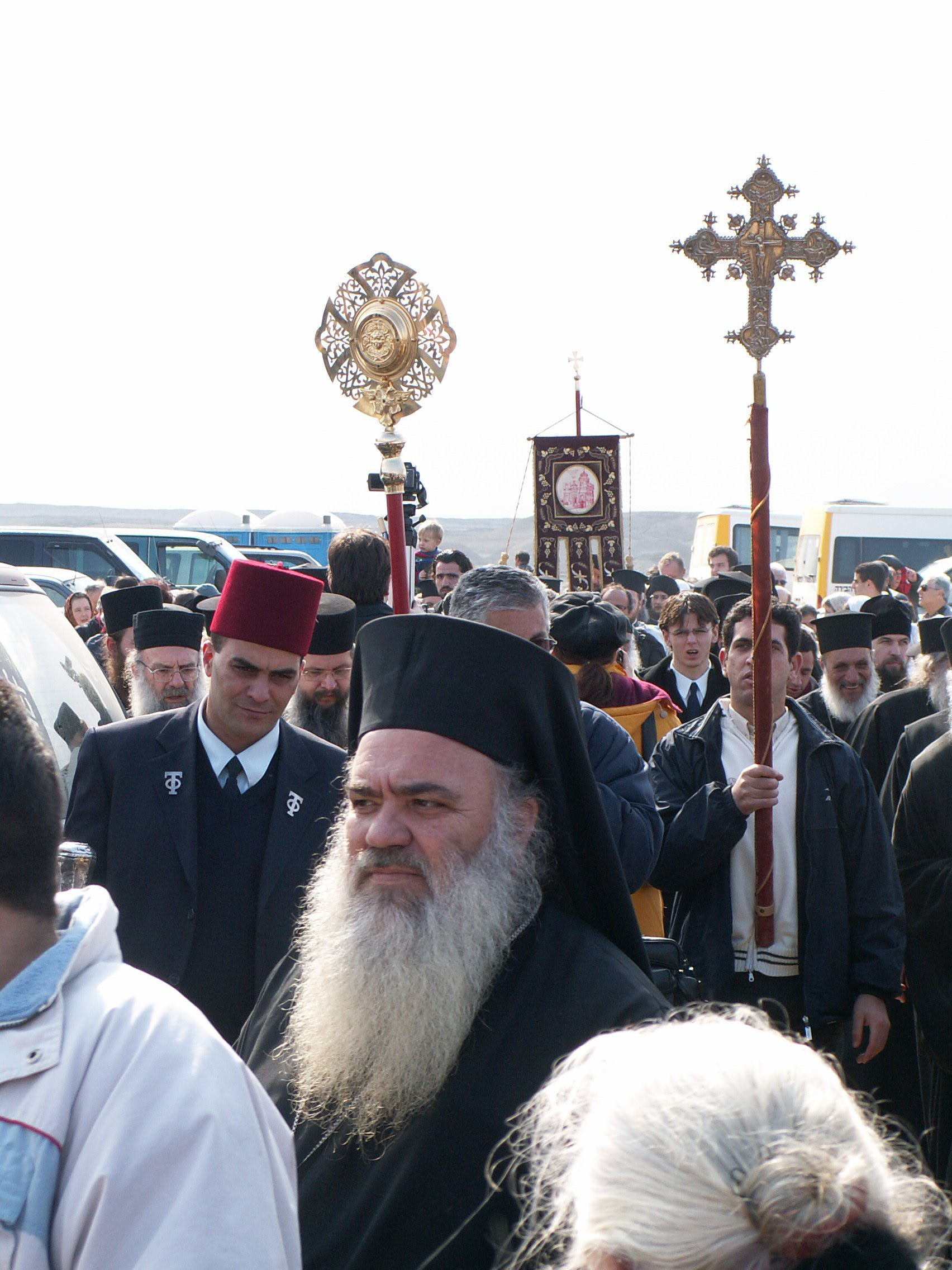
إحتفالات مسيحيين الأردن قرب نهر الأردن.

وحوالي 6% من سكان الأردن من المسيحيين الذين يعيش معظمهم في عمان، مادبا، الكرك، والسلط. غالبية المسيحيين ينتمون إلى الكنيسة الأرثوذكسية اليونانية، وطوائف صغيرة من الروم الكاثوليك، السريان الأرثوذكس، اقباط أرثوذكس، آشوريين، كلدان كاثوليك، أرمن أرثوذكس، وأعداد قليلة من الطوائف البروتستانتية معظمها في عمان.
إن المسيحيين في الأردن أثقل وزنًا من الناحية الاقتصادية والسياسية مقارنة بحجمهم السكاني، وهم يديرون العديد من المدارس والمستشفيات. كما أنهم أكثر تأثرًا بالغرب، ولديهم نسبة متعلمين أعلى من النسبة السكانية، وينتمي غالبيهم إلى الطبقة الوسطى والعليا وبذلك فهم يعتبرون من الأقليات الناجحة. وعلى الصعيد الاقتصادي فحسب جريدة فاينانشيال تايمز يمتلك ويدير المسيحيين نحو ثلث اقتصاد الأردن.

### إيران

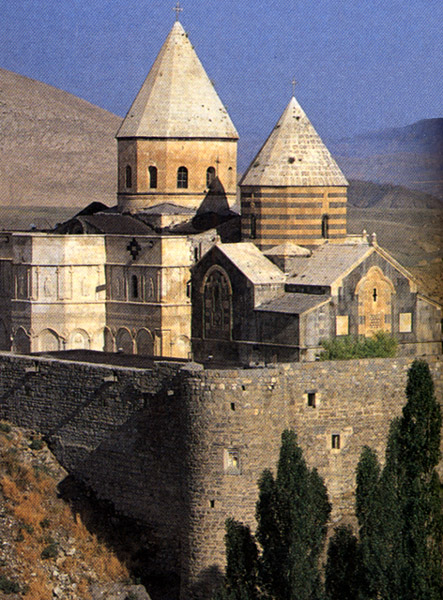
دير كارا كليسا، إيران وهي من مواقع التراث العالمي فيها قبر القديس تداوس.

المسيحية في إيران لها تاريخ طويل، يعود تاريخها إلى السنوات الأولى من تاريخ المسيحية. وأقدم من الدين الدولة. فقد كان دائما دين أقلية، مع الديانات الدولة الأغلبية - الزرادشتية قبل الفتح الإسلامي، والإسلام السني في العصور الوسطى والإسلام الشيعي في العصر الحديث، على الرغم من انه كان لهم تمثيل أكبر من ذلك بكثير في الماضي مما هو عليه اليوم. وقد لعب المسيحيين من إيران جزءًا هامًا في تاريخ التبشير. اليوم، اليوم هناك ما لا يقل عن 600 كنيسة في إيران. يمثل المسيحيون اليوم في إيران بين حوالي 300 الف نسمة. وقد تقلص عددهم من 5 بالألف إلى 1 بالألف منذ قيام الثورة الإسلامية عام 1979.
أدت ثورة الإمام الخميني إلى هجرة الكثير من المسيحيين خصوصاً بعد حرب الثماني سنوات مع العراق وصراع إيران مع الولايات المتحدة الأميركية إضافةً إلى ان توجهات الثورة الإسلامية نحو اسلمة المجتمع الإيراني دفعت أكثر من ثلثي مسيحي إيران للرحيل إلى الخارج.
كنيسة الأرمن الأرثوذكس هي أكبر الطوائف المسيحية في إيران، وللأرمن عضوان في مجلس الشورى الإسلامي الإيراني، أحدهما عن أرمن طهران والشمال، والآخر عن أرمن أصفهان وجنوب إيران والأرمن تجار أغنياء، ولهم دور بارز في تطوير الصناعات الفنية الدقيقة الخاصة بالمجوهرات والآلات الدقيقة، ويساهمون في الصناعات البترولية.
وللأرمن في إيران حاليا عشرات الكنائس والمدارس، ولهم عطلاتهم الرسمية ونواديهم الرياضية المجهزة بأحدث الأجهزة الرياضية، وجمعياتهم الخورية ومراكزهم الثقافية، ومعظم كنائسهم مسجلة في فهرس الآثار الإيراني الوطني. وهم يملكون 25 مؤسسة اجتماعية، ثقافية، رياضية، نسائية وصحية.
تتواجد أيضًا أعداد من أبناء كنيسة المشرق الآشورية، ولهم مدارسهم وجمعياتهم الخيرية وروابطهم ونواديهم الرياضية الخاصة بهم في طهران العاصمة وأرومية وعدة مدن أخرى، ويمارسون نشاطهم السياسي في إيران بحيث يوجد مندوب واحد يمثلهم في مجلس الشورى الإسلامي. تتواجد أيضًا كنائس كاثوليكية شرقية أكبرها الكنيسة الكلدانية بالإضافة إلى البروتستانت وأغلب البروتستانت معتنقو المسيحية هم من جذور إسلامية.

### تركيا

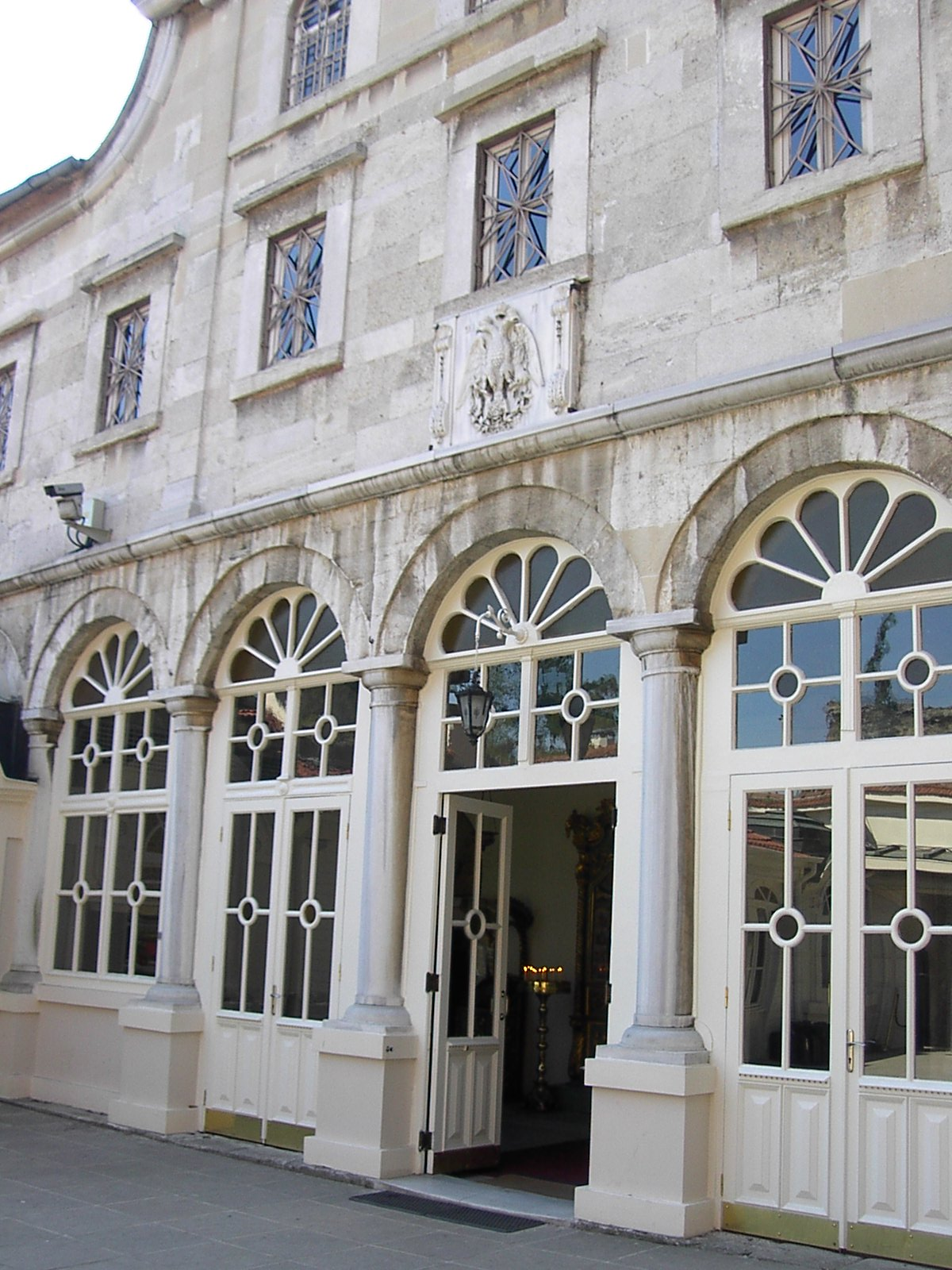
كنيسة القديس جورج، إسطنبول، وهي مركز بطريركية القسطنطينية المسكونية.

المسيحية في تركيا لديها تاريخ طويل في الأناضول (وهي الآن جزء من جمهورية تركيا)، والتي هي مسقط رأس العديد من الرسل والقديسين المسيحيين، مثل بولس الطرسوسي، تيموثي، القديس نقولا وبوليكاربوس من سميرنا وغيرهم. وهي مركز لبطريركية القسطنطينية المسكونية وبطريركية أنطاكية تاريخيًا. وفيها عدد من الاماكن المقدسة المسيحية مثل أنطاكية وأفسس كمدن مقدسة لدى العالم المسيحي حيث أن لأنطاكية أهمية كبيرة لدى المسيحيين في الشرق، فهي أحد الكراسي الرسولية إضافة إلى روما والقسطنطينية والقدس وبطاركة الطوائف التالية يلقبون ببطريرك أنطاكية: السريان الأرثوذكس، الروم الأرثوذكس، السريان الكاثوليك، الروم الكاثوليك، السريان الموارنة، وفي أنطاكيا أطلق على المسيحيين لقب مسيحيين أول مرة.
أما أفسس فقد كانت مركز للمسيحية. فقد استخدمها الرسول بولس كقاعدة له. لقد كان الرسول بولس يٌجادل الحرفيين الذين كانوا في هيكل آرتميس (Temple of Artemis) وهناك كتب الرسول بولس رسالة كورنثوس الأولى من أنطاكية وأفسس. وتشتهر أفسس بوجود منزل القديسة العذراء مريم (بالتركية Meryemana «مريمانة» أي معناه الأم العذراء) فيها، يبعد بيتها 7 كم من مدينة سلكك (Selçuk)، الذي يٌعتقد بأنه آخر بيت سكنت فيه مريم العذراء «أم المسيح»، وهو الآن مكان للحج.
حسب الإحصاءات الرسمية يدين ما بين 0.6%-0.9% بالمسيحية وتعتبر الكنيسة الأرثوذكسية أكبر الطوائف مسيحية في تركيا، وبحسب احصائية مركز الأبحاث الاميركي بيو يعيش في تركيا حوالي 310,000 مسيحي، من الأتراك يدينون بالمسيحية وخاصة الأرثوذكسية، وكان المسيحيون يشكلون حوالي ما نسبته 33% من سكان أراضي تركيا الحالية في بداية القرن العشرين، لكن النسبة انخفضت عقب قيام الدولة العثمانية مذابح ضد الارمن وضد الطوائف المسيحية الأخرى والتي ادت إلى حدوث المذابح الاشورية ومذابح اليونانيون وقد تمت المذابح في شرق الأناضول وجنوبه وفي شمال العراق، وقد فاق عدد ضحاياها المليون ونصف مليون ارمني و250,000 إلى 750,000 آشوريين/سريان/كلدان ونصف مليون يوناني على يد الدولة العثمانية خلال الحرب العالمية الأولى. فبدأ تهجير أعداد كبيرة من الأرمن إلى سوريا ولبنان والموصل، وكان التهجير يتم بطريقة بدائية مما أدى إلى موت حوالى 300 ألف من المهاجرين في الطريق من الجوع والبرد والمرض إضافة لتعرضهم لهجومات مستمرة من السكان المحليين. وقامت تركيا بعملية التبادل السكاني لليونانيين الأرثوذكس وعقب بوغروم إسطنبول عام 1955 والتي ادت إلى هجرة اغلبية مسيحيين إسطنبول، بسبب نهب الكنائس وقتل السكان المحليين من المسيحيين، فقد حرقت خلال هذه الأعمال بطريركية القسطنطينية مركز الكنيسة الأرثوذكسية والعديد من المنازل والمشاغل والمصالح التي يملكها يونانيون وارمن، ما أدى إلى هجرات كثيفة مسيحية ويهودية.
أكبر الطوائف المسيحية اليوم في تركيا كنيسة الأرمن الأرثوذكس مع 70,000 ثم الكنيسة السريانية الأرثوذكسية ويأتي بعدها الكنيسة الكلدانية الكاثوليكية ثم الروم الأرثوذكس ويتوزعون بين يونانيين ويتواجد أغلبهم في إسطنبول وازمير ومسيحيون عرب يقطنون في انطاكية والإسكندرونة في محافظة هتاي وفي إسطنبول وينتمون إلى بغالبيتهم إلى بطريركية أنطاكية وسائر المشرق للروم الأرثوذكس عددهم حوالي 10,000. بالإضافة إلى أقليات بروتستانتية اغلبهم من أصول إسلامية وهناك جالية كاثوليكية من أصول فرنسية وإيطالية يسكنون في إسطنبول وأضنة يعود أصولهم إلى الحملة الصليبية الرابعة والإمبراطورية اللاتينية.

### الخليج العربي

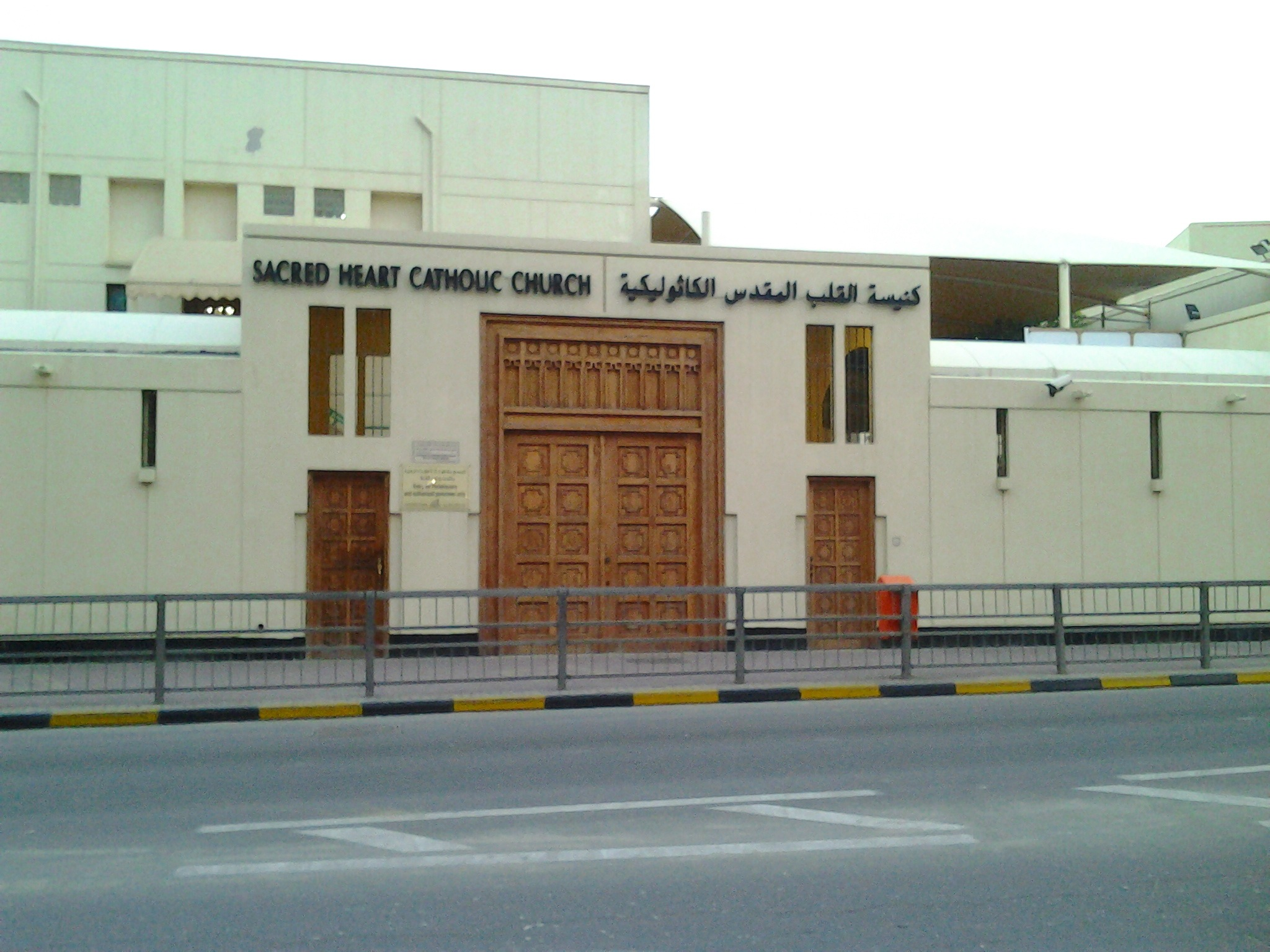
كنيسة القلب المقدّس الكاثوليكيّة في البحرين.

إثر النمو الاقتصادي المحقق في دول مجلس تعاون الخليج العربي وفدت إلى هذه الدول أعداد كبيرة من المغتربين حول العالم كان منهم أيضًا مئات الآلاف من الشوام والعراقيين والمصريين ومن ضمنهم مسيحيون عرب. للمسيحيين الوافدين كنائس ومنظمات كنسيّة ومجالس لتنظيم شؤونهم في الكويت والبحرين والإمارات العربية المتحدة وسلطنة عمان وقطر، وحدها المملكة العربية السعودية لا تزال تحظر جميع أشكال التديّن اللا إسلامي. عبد الله بن حمد العطية نائب رئيس الوزراء القطري، اعتبر لدى افتتاحه كنيسة سيدة الورديّة وهي أول كنيسة في بلاده، أن هذه رسالة إيجابية من قبل الدولة لتعميق الحوار بدلاً من التصادم، علمًا أن الكنيسة المذكورة تؤدي الطقوس بثلاث لغات هي العربية والإنكليزية والفرنسية وتتبع الطقس الروماني الكاثوليكي نظرًا لتنوع أجناس متتبعي الطقس. في البحرين إلى جانب الجالية المتعددة الأجناس المقدرة بحوالي 250,000 مسيحي هناك 1,000 مسيحي بحريني ترجع أصولهم إلى عراقيين وفلسطينيين وأتراك، في الكويت إلى جانب الجالية المتعددة الأجناس المقدرة بحوالي 500,000 مسيحي هناك بين 200-400 مسيحي كويتي ترجع أصولهم إلى لبنانيين وفلسطينيين، علمًا أن الكويت تعتبر من أوائل الدول الخليجية التي منحت حقوق ممارسة شعائر العبادة والتنظيم الكنسي لمسيحييها. ولأغلب الكنائس الشرقيّة نواب بطريركيون في منطقة الخليج بما فيهم بابا روما الذي يمثله «نائب رسولي» في «أبرشية الجزيرة»، وزار عدد من البطاركة أمثال نصر الله بطرس صفير، البطريرك الماروني، منطقة الخليج والتقى أمراء البلدان.

### المغرب العربي

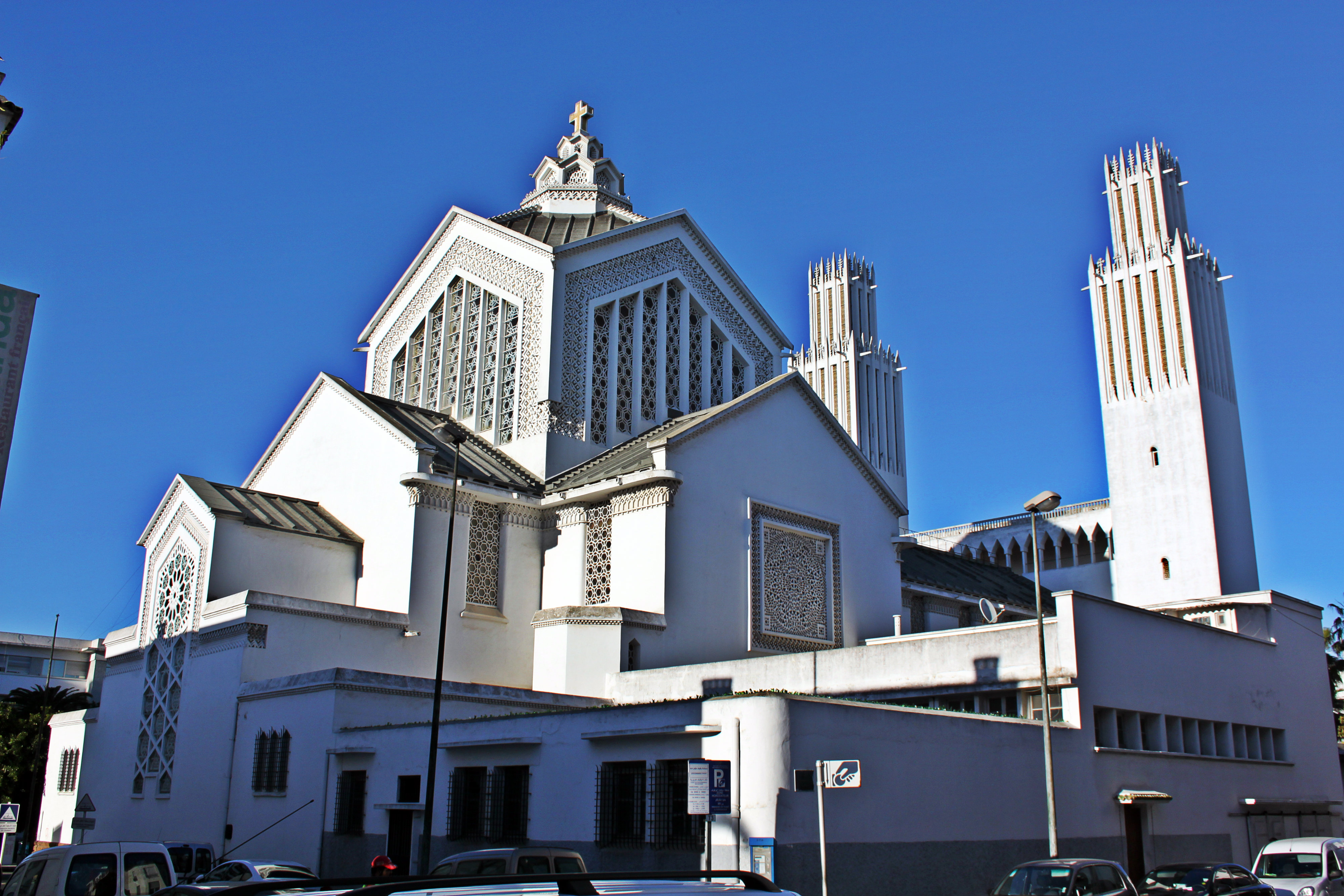
كنيسة القديس بيير في مدينة الرباط.

تتواجد اليوم في دول المغرب العربي تجمعات صغيرة من المسيحيين غالبيتهم أجانب أوروبيين حيث أن العديد منهم متعهّدون أو موظّفو شركات عالميّة، القسم الأكبر منهم من ذوي الأصول الأوروبية ممن سكنوا ابان الاستعمار ويتجمعون في العواصم أو المدن الكبرى، مسيحيو هذه المناطق هم من الكاثوليك ويوجد لكل من تونس والجزائر والمغرب أبرشية خاصة، إلى جانب بعض البروتستانت، بينما الكنيسة القبطية هي الأكبر عددًا في ليبيا، وهناك أيضًا مجموعات صغيرة من المسيحيين المواطنين في هذه الدول اعتنقت المسيحية وهي إما عربية أو أمازيغية، وقد قدّر عددها في المغرب عام 2006 بين حوالي سبعة آلاف إلى حوالي أربعين ألف شخص، إلا أن الدولة لا تعترف بالتحوّل الديني، كما أنه في المغرب لا يجوز طباعة أو نشر أو استيراد الكتاب المقدس باللغة العربية. وتشير بعض التقارير إلى وجود أكثر من 100,000 جزائري (القسم الأكبر منهم أمازيغ) معتنق للديانة المسيحية خاصًة البروتستانتية.

### المهجر
مئات الآلاف من المسيحيين العرب واللبنانيين (الموارنة) يعيشون في الشتات وخارج منطقة الشرق الأوسط. هؤلاء هم الذين يقيمون في بلدان مثل الأرجنتين وأستراليا والبرازيل وكندا وتشيلي وكولومبيا وكوبا وجمهورية الدومينيكان والمكسيك والولايات المتحدة وفنزويلا فيما بينها. هناك أيضا الكثير من العرب المسيحيين في أوروبا، خصوصا في المملكة المتحدة، وفرنسا (بسبب علاقاته التاريخية مع لبنان وشمال أفريقيا)، وإسبانيا (نظرا لعلاقاته التاريخية مع شمال المغرب)، وإلى حد أقل في أيرلندا، ألمانيا وإيطاليا واليونان وهولندا. فضلا عن ذلك فإن بعض الأرقام تشير إلى أن عدد مسيحيي لبنان الموارنة بلغوا في المهجر إلى ما قد يصل إلى نصف مليون مهاجر.

## مشاهير

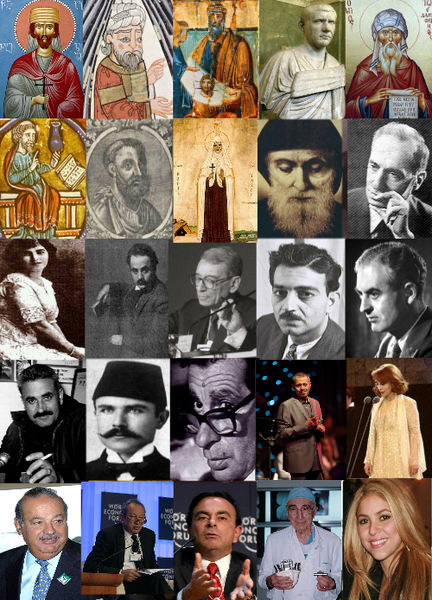
صور لأعلام ومشاهير مسيحيون عرب، من مختلف المجالات.

لقد كوّن المسيحيون في العصر الحديث الطبقة البرجوازية الأساسية في الشام ومصر مما جعل مساهمتهم في النهضة الاقتصادية ذات أثر كبير، على نحو ما كانوا أصحاب أثر كبير في النهضة الثقافية، وفي الثورة على الاستعمار بفكرهم ومؤلفاتهم وعملهم.
وحتى اليوم ما يزال المسيحيون يلعبون دوراً حضارياً وثقافياً وعلمياً وقومياً ويشكلون النخبة في مجتمعاتهم. ويعتبر المسيحيون في الشرق الأوسط الأكثر تعلمًا ووضعهم الاقتصادي- الاجتماعي الأفضل مقارنة بباقي السكان. وكذلك الامر في المهجر إذ وصل المسيحيون العرب إلى مناصب سياسية واقتصادية مهمة واستنادًا إلى كريسشان ساينس مونيتور يعتبر المسيحيون العرب في المهجر «اغنياء، متعلمون وذوي نفوذ».
برز المسيحيين في كافة المجالات، ففي السياسية هناك ميشال عفلق أحد مؤسسي حزب البعث وأنطون سعادة مؤسس الحزب السوري القومي الاجتماعي وفارس الخوري الذي شغل منصب رئيس الوزراء في سوريا وإميل حبيبي، توفيق طوبي وعزمي بشارة امثال جورج حبش مؤسس الجبهة الشعبية لتحرير فلسطين وحنان عشراوي وبطرس غالي رئيس وزراء مصر وحفيده بطرس بطرس غالي الذي شغل منصب أمين عام الأمم المتحدة ومكرم عبيد. وشارل مالك الذي أشرف على وضع الإعلان العالمي لحقوق الإنسان بطلب من الأمم المتحدة ووزيرة الصحة الأمريكية دونا شلالا والسياسيين أمريكيين رالف نادر وفيليب حبيب والعسكري الأمريكي وقائد القوات الأمريكية الأسبق في العراق جون أبي زيد والنائب في البرلمان الكندي ماريا موراني.

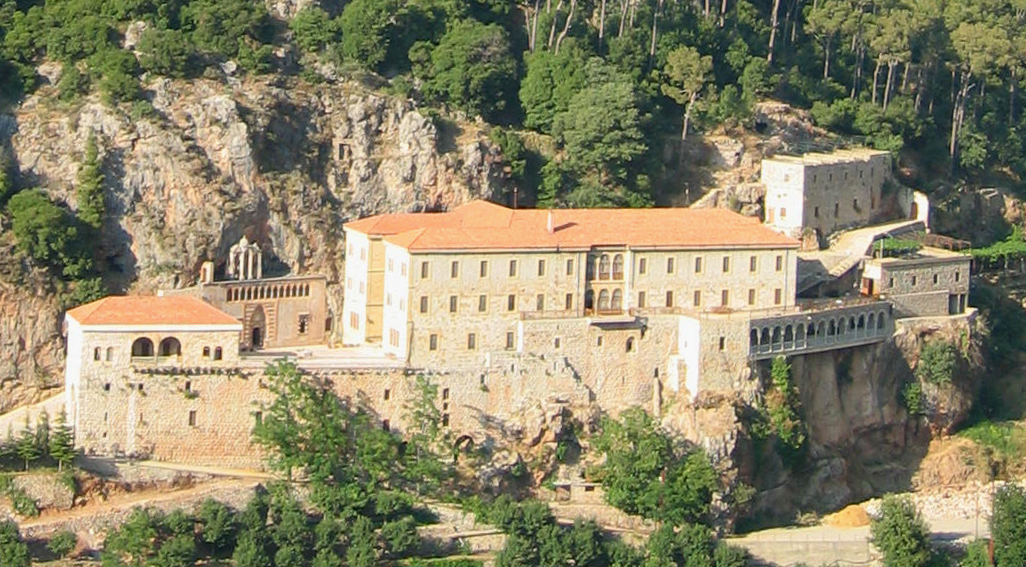
دير مار أنطونيوس قزحيا، تم تأسيس فية أول مطبعة في الشرق الأوسط.

على صعيد الفن هناك عدد من المغنين المشهورين على مستوى الشرق الأوسط، والذين ينتمون إلى المسيحية امثال فيروز ووديع الصافي، وماجدة الرومي وجورج وسوف ونوال الزغبي واليسا ونجوى كرم وغيرهم، وعلى صعيد التمثيل هناك باسم ياخور وقصي خولي وغيرهم، والإخراج يوسف شاهين ونادين لبكي.
وفي المجال العلمي هناك إلياس خوري الحائز على جائزة نوبل في الكيمياء وبيتر مدور الحائز على جائزة نوبل في الطب من المورانة، مايكل عطية عالم في الرياضيات والهندسة الرياضية، شارل العشي مسؤول في وكالة الفضاء الأميركية ناسا وسالم حنا خميس الخبير الاقتصادي في هيئة الأمم المتحدة، وجورج حاتم طبيب الملايين الذي ساند ماو تسي تونغ في ثورته الشيوعية، كما ويعتبر كل من مجدي يعقوب ومايكل دبغي رواد جراحة القلب في العالم.
وعلى الصعيد الاقتصادي فيذكر أن أثرى رجل في العالم هو الماروني المكسيكي اللبناني الأصل كارلوس سليم الحلو، وكارلوس غصن رئيس شركة نيسان ورينو ونيكولا حايك رئيس شركة سواتش، كما وتحتل اسرة أنسي ساويرس رأس قائمة أغنى أغنياء مصر، وذلك حسب التصنيف السنوى الذي تصدره مجلة فوربس. ويذكر انه وفق تقرير حكومي عام 2007 أن أكثر من 30% من الاقتصاد المصري يديره أقباط.
ولا يقتصر دور المسيحيين على الدول الإسلامية العربية بل يمتد إلى كافة الدول فمثلا في إيران وتركيا للمسيحيين دور في العمارة والموسيقى والتصوير والطباعة والسينما وغيرها من المجالات.

## التوزيع الطائفي

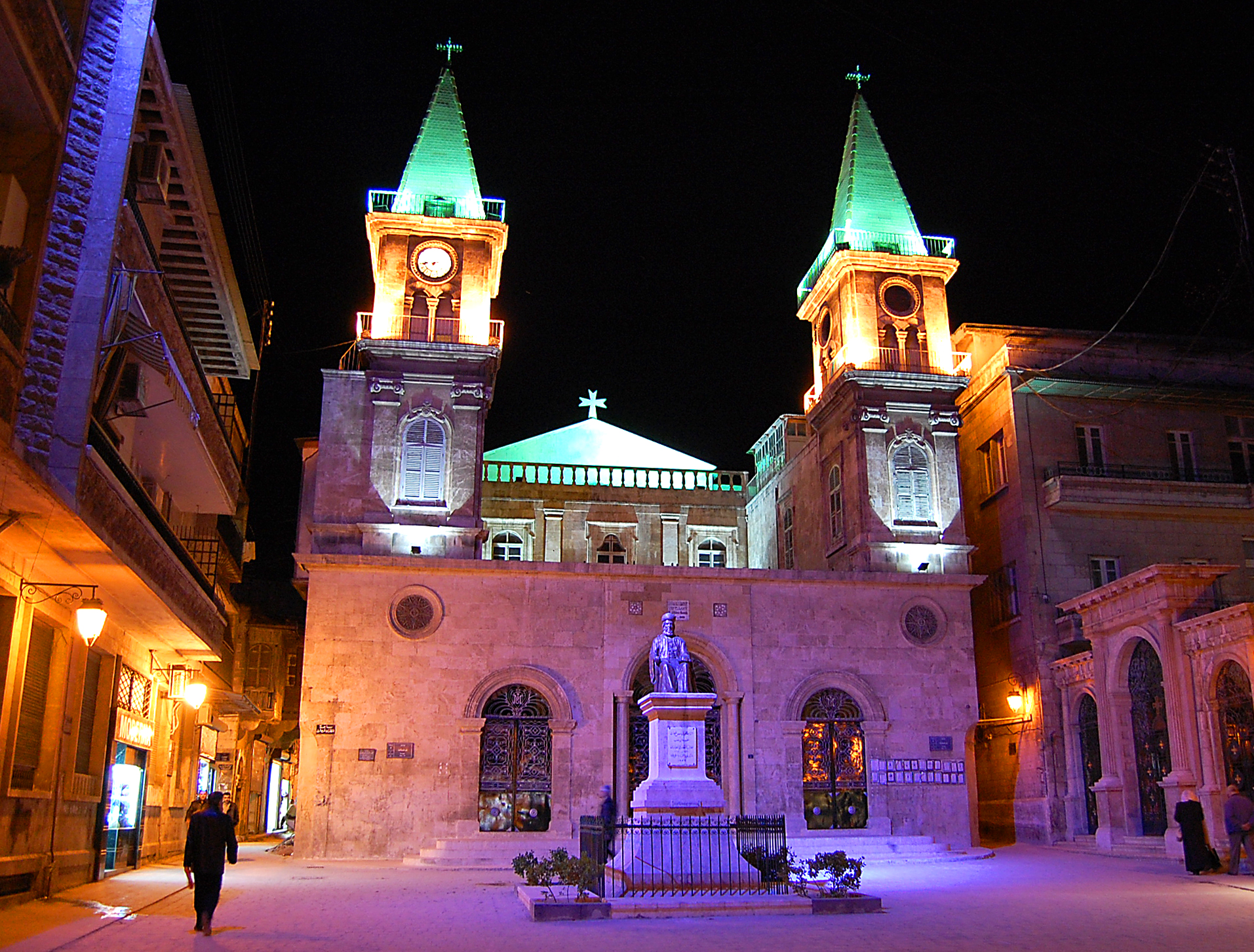
كاتدرائية مار إلياس المارونية في الحي المسيحي، حلب وقد بنيت عام 1876.

حاليًا، فإن الطوائف المسيحية في الشرق الأوسط، يأتي على رأسها الكنيسة القبطية الأرثوذكسية التي تصنف ضمن عائلة الكنائس الأرثوذكسية المشرقية وتعتبر القاهرة مقرًا لها وتنتشر في مصر على وجه الخصوص، يليها الكنيسة المارونية ومقرها بكركي قرب بيروت ويشكل لبنان ثقلها الأساسي، وأتباعها ثاني أكبر طائفة مسيحية وهي ضمن عائلة الكنيسة الكاثوليكية، أما في الدرجة الثالثة يأتي الروم الأرثوذكس الموزعين على ثلاث بطريركيات في أنطاكية والقدس والإسكندرية، ومقر بطريركية أنطاكية في دمشق وفي سوريا يشكل أتباع هذه الطائفة أكثر من نصف المسيحيين وفي فلسطين والأردن وفي قبرص أيضًا يشكلون أغلبية المسيحيين الساحقة وهذه الكنيسة مصنفة ضمن عائلة الكنائس الأرثوذكسية الشرقية. تليها كنيسة الروم الكاثوليك، وتشكل أكبر تجمع في إسرائيل ولها ثقل في سوريا سيّما في حلب ومرمريتا وفي لبنان سيّما في زحلة.
هناك أيضًا بطريركية اللاتين في القدس التي تتبع الطقس الروماني الكاثوليكي وينتشر أتباعها في إسرائيل وفلسطين والأردن ومصر ودول الخليج العربي، وهناك أيضًا لاتين في سوريا وفي لبنان وقبرص. هناك أيضًا عدة طوائف أقلويّة مثل كنيسة الأقباط الكاثوليك والأقليات البروتستانتية والإنجليكانية في جميع دول بلاد الشام والعراق ومصر. أما أكبر كنيسة في العراق فهي الكنيسة الكلدانية الكاثوليكية ومقرها ببغداد تليها كنيسة المشرق الآشورية بالإضافة إلى تواجد للكنيسة السريانية الأرثوذكسية والسريانية الكاثوليكية. بالإضافة إلى كنيسة الأرمن الأرثوذكس وهي ضمن عائلة الكنائس الأرثوذكسية المشرقية وتشكل أكبر تجمع مسيحي في إيران وتركيا.
حسب احصائية مركز الأبحاث الاميركي بيو يشكل الكاثوليك (الاغلبية تنتمي إلى الكنائس الكاثوليكية الشرقية) حوالي 43.5% من مجمل المسيحيين، بينما الأرثوذكس (الاغلبية أرثوذكسية مشرقية) 43.0% من مسيحيين الشرق الأوسط، أما البروتستانت فنسبتهم حوالي 13.5% من مجمل المسيحيين في الشرق الأوسط.

## الاضطهادات والتمييز
غالبًا ما يتم عزل المسيحيين في وجه الاضطهادات في الشرق الأوسط. الشكوك السائدة حول الغرب وسياسته في منطقة الشرق الأوسط تحولت في كثير من الأحيان إلى كراهية صريحة تجاه المسيحيين بسبب ويلات على الاستعمار الغربي والإمبريالية والدعم غير المشروط لإسرائيل وقد غذت الكراهية ضد المسيحيين إذ ينظر إليهم على أنهم يتقاسمون نفس المعتقدات الدينية مع المستعمرين الغربيين. وغالبًا ما تستخدم كلمات مهينة وشتائم على المسيحيين واصفًا إياها بأنها «الصليبيين» أو «طابور خامس للاستعمار الغربي». المسيحيون في الشرق الأوسط تواجه العديد من الصعوبات من حيث فرص العمل والسكن.
فيوريلو بروفيرا من البرلمان الأوروبي سمى منطقى الشرق الأوسط أخطر مكان للمسيحيين، وألقت أيان حرسي علي اللوم على المجتمع الدولي لفشله في التعامل مع ما تعتبره حربا ضد المسيحيين في العالم الإسلامي.
وقال الرئيس اللبناني السابق امين الجميل في العام 2011 قد أصبحوا هدفًا للإبادة جماعية بعد مقتل عشرات المسيحيين في الهجمات في مصر والعراق.
في عام 2010 في ليلة عيد جميع القديسين حدثت مجزرة سيدة النجاة، هي هجوم قامت به منظمة دولة العراق الإسلامية التابعة لتنظيم القاعدة في بلاد الرافدين في عصر 31 تشرين الأول، 2010 عندما اقتحم مسلحون كنيسة سيدة النجاة للسريان الكاثوليك بالكرادة في بغداد أثناء أداء مراسيم القداس. انتهت الحادثة بتفجير المسلحين لأنفسهم وقتل وجرح المئات ممن كانوا بداخل الكنيسة.
في ليلة رأس النسة الميلادية حدث انفجار استهدف كنيسة القديسين مار مرقص الرسول والبابا بطرس خاتم الشهداء بمنطقة سيدي بشر بمدينة الإسكندرية المصرية صباح السبت 1 يناير 2011 في الساعة 12:20 عشية احتفالات رأس السنة الميلادية. وكان تنظيم القاعدة في بلاد الرافدين قد استهدف كنيسة سيدة النجاة ببغداد سابقاً، وهدد الكنيسة القبطية في مصر بنفس المصير إن لم تطلق سراح كاميليا شحاتة ووفاء قسطنطين. وإثر الانفجار تجمهر مئات المسيحيين أمام المسجد المقابل للكنيسة بغية اقتحامه.
بالإضافة يعتبر التبشير واعتناق المسلم للديانة المسيحية جريمة في عدد من دول الشرق الأوسط ويعاقب عليها ولعل احدث قضية هي محاكمة يوسف نادرخاني هو قسيس بروتستانتي إيراني من مواليد عام 1977 من مدينة رشت في محافظة كيلان شمال إيران. اعتنق المسيحية عندما كان يبلغ التاسعة عشرة من عمره، وعمل منذ عام 2000 كقسيس لكنائس منزلية عدة غير مرخص لها، اعتقل عام 2009 وحكم عليه بالإعدام بتهمة الارتداد عن الإسلام عام 2010 إلا أنه قد تم إطلاق سراحه بعد ذلك في العام 2013.

## مواقع خارجية
- الموقع المسيحي العربي.
- الموسوعة العربية المسيحية.
- نؤمن بإله واحد - الموسوعة العربية المسيحية.
- المسيحيون العرب: مواطنون لا ذميّون.
- جذورنا.